# Holzhandwerker

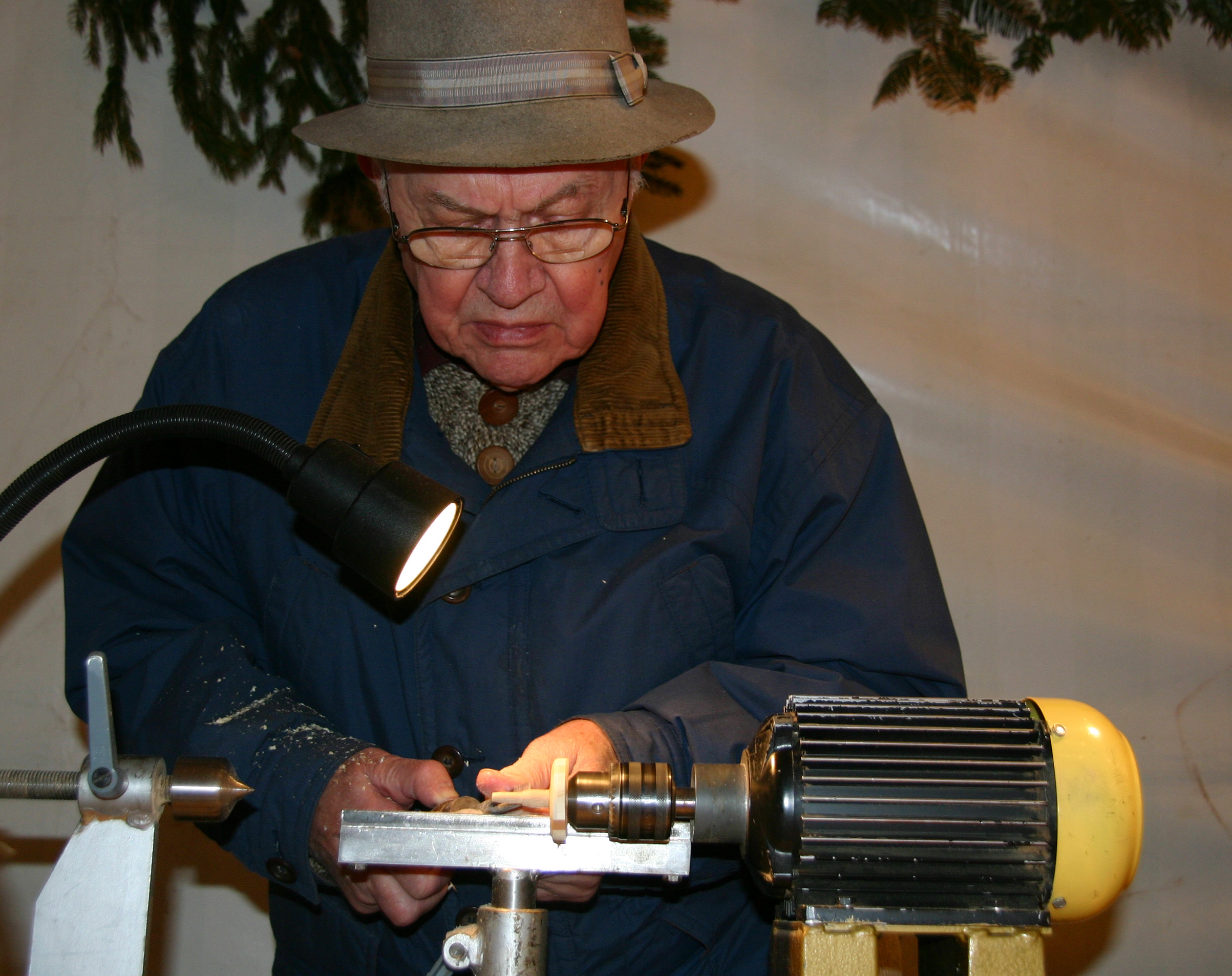
Drechsler mit Reisedrehbank

Holzhandwerker ist in der Schweiz ein Lehrberuf.

## Geschichte
Der Beruf Holzhandwerker entstand mit der Zusammenlegung der Berufe Weissküferei und Drechsler. Die entsprechende Verordnung trat am 1. Januar 2009 in Kraft.

## Ausbildung
Die Ausbildung dauert vier Jahre. Die angebotenen Fachrichtungen sind Drechslerei und Weissküferei. Die drei Lernorte sind Betrieb, Berufsfachschule und Überbetriebliche Kurse. Die einzige Schweizer Berufsfachschule für diese Ausbildung ist die Schule für Holzbildhauerei in Brienz. Der Unterricht findet als Blockunterricht statt: 4 Blöcke à 2 Wochen pro Lehrjahr.

## Trägerschaft
Träger der Ausbildung sind der Schweizer Drechslermeister-Verband sowie die Interessengemeinschaft Kunsthandwerk Holz.

## Verwandte Berufe
Verwandte Berufe sind Korb- und Flechtwerkgestalte, Küfer und Holzbildhauer. Einzelne Ausbildungsteile werden in diesen Berufen gemeinsam vermittelt.

## Weiterbildungsmöglichkeiten
Mögliche Zusatzlehren sind Schreiner und Holzbildhauer. Als Berufsprüfung (BP) kann Holzfachmann/-frau mit eidg. Fachausweis abgelegt werden. Als Höhere Fachprüfung (HFP) gibt es Drechslermeister/in. An der Höheren Fachschule kann ein Techniker Holztechnik erworben werden. Schliesslich besteht die Möglichkeit an einer Fachhochschule ein Studium der Richtungen Holzingenieur/in FH, Innenarchitekt/in FH, Restaurator/in FH oder Industrial Designer FH anzuschliessen.